# 百万新娘之爱无悔
《百万新娘之爱无悔》，又名《百万新娘2》，改編自台湾金牌连续剧《长男的媳妇》和《真爱之百万新娘》，为2013年中国大陆长篇连续剧，以家乡情仇为背景。內容跟《真爱之百万新娘》有些不同。在湖南卫视和广东电视台珠江频道首播。除了李宗翰及唐艺昕外，主要演员也参与过电视剧《活佛济公3》、《薛平贵与王宝钏》。有评价称故事内容在令人震撼中带点虐心。2013上半年电视剧的收视率在中国省级卫视的同时段排名第一。

## 首播
| 頻道               | 所在地 | 播映日期      | 備註           |
| 湖南衛視           | 中国   | 2013年3月17日 | 金芒果独播剧场 |
| 廣東珠江频道(粤语) | 中国   | 2013年3月18日 |                |
| 山东卫视           | 中国   | 2013年5月4日  |                |

## 概說
环球成衣企业董事长王光耀正在家中举办盛大的乔迁之宴。乔迁宴上，全家人都沉浸在喜悦之中，亲朋好友纷纷前来祝贺，不料贺客中出现了一位名叫黄崇明的人带着母亲黄玉梅前来闹场，并声称自己也是王光耀之子，王家人全场震惊最终这场乔迁宴草草结束。王光耀的大儿子王绍华对于突然冒出个哥哥感到非常高兴，但王光耀的妻子何莉却十分不悦，认为黄崇明突然前来认亲是另有目的，并坚决反对他与母亲黄玉梅入住王家。黄崇明则坚决要求光耀在众人面前认他这个儿子。
绍华的妻子敏君见势，力劝崇明不要在大庭广众之下让王家人难堪，却引来更大的非议。原来崇明与敏君从小就是青梅竹马，敏君工作后常与其聚在一起，讨论理想及未来，二人感情甚好，后因为敏君辞职嫁人，两人也就断了缘分，但崇明却一直难忘敏君。这一点也是一直以来王家人心里的疙瘩。但这次即使是敏君前来劝说，崇明也十分坚决，并大闹王家，硬要讨个公道，弄的王家鸡飞狗跳。绍华指责崇明不该此时在王家大闹，两人起了冲突，让敏君左右为难。且何莉为黄崇明之事感到非常生气，甚至怀疑敏君和黄崇明之间的关系。不过绍华却力挺敏君，光耀也劝何莉家和万事兴，何莉却不依不饶，甚至讽刺光耀与崇明母子的关系，让光耀头疼不已。绍华为解除母亲顾虑，当众声明他才是王家唯一的长子，而且与敏君感情坚定，并誓言一定维护王家的安和。正当王家闹的不可开交时，忽传王光耀二儿子王绍康意外中毒，众人纷纷赶往医院探望。

## 演員陣容

### 王家（環球成衣企業）
| 演员                | 角色          | 背景/昵称 | 《長男的媳婦》 对应角色 |
| 岳躍利              | 王光耀        | 光耀、王董事長 王何莉、黃玉梅的丈夫 王紹華、王紹康、王（黃）崇明、王紹玲的父親                                                                         | 王清木                  |
| 夏台鳳              | 王何莉        | 莉莉、王夫人、王副董事長 王光耀的元配 王紹華、王紹康、王紹玲的母親 黃玉梅的死敵                                                                        | 邱百合                  |
| 徐玉蘭              | 黃玉梅        | 玉梅、梅姐 王光耀的繼室兼青梅竹馬 王（黃）崇明的母親 王何莉的死敵                                                                                      | 幸子                    |
| 李宗翰              | 王紹華        | 紹華、大少爺、王總經理 王光耀、王何莉的長子 王紹康、王（黃）崇明、王紹玲的哥哥 張愛琳的前夫、林敏君的丈夫 王英傑、王慧儀（黃晶晶）、王（林）嘉佑的父親 | 王志龙                  |
| 張亮                | 王紹康        | 紹康、二少爺、王副總經理 王光耀、王何莉的次子 林薇的前夫、陳玉的丈夫 王紹華的弟弟、王（黃）崇明、王紹玲的哥哥 王藍博的父親                             | 王志成                  |
| 張明明              | 王崇明 黃崇明 | 崇明、王副總經理 王光耀、黃玉梅的獨生子 方寶蓮的丈夫                                                                                                   | 黄瑞方                  |
| 陳怡真              | 王紹玲        | 紹玲、王警官 王光耀、王何莉的么女 | 王志鹏                  |
| 鄭鵬飛 童年：葉禾   | 王英傑        | 英傑 王紹華、張愛琳的獨生子 王嘉佑的死敵 | 王英傑                  |
| 塗黎曼 童年：柴蔚   | 王慧儀 黃晶晶 | 慧儀、晶晶 王紹華、林敏君的長女 王（林）嘉佑的姐姐 方寶蓮的養女                                                                                        | 王慧君／黄青霞          |
| 張迪 童年：胡世群   | 王嘉佑 林嘉佑 | 嘉佑 王紹華、林敏君的么子 王慧儀（黃晶晶）的弟弟 葉靈的男友 王英傑的死敵                                                                               | 王嘉祐／林嘉祐          |
| 張昊宸              | 王藍博        | 藍博 王紹康、林薇的獨生子 | -                       |
| -                   | 張愛琳        | 王紹華的第一任妻子，詳見其他演員 | -                       |
| 張詠棋              | 林敏君        | 王紹華的第二任妻子，詳見林家 | 林素华                  |
| 馨子                | 林薇          | 王紹康的第一任妻子，詳見林家 | 林素兰                  |
| 李琳                | 陳玉          | 王紹康的第二任妻子，詳見陳家 | 周秀玉                  |
| 張寶雯              | 方寶蓮        | 王崇明（黃）的妻子，詳見其他演員 | 张寶蓮                  |
| 唐藝昕 童年：徐鈺涵 | 葉靈          | 王嘉佑的女友，詳見其他演員 | 刘淑惠                  |

### 林家
| 演员   | 角色   | 背景/昵称 | 《長男的媳婦》 对应角色 |
| 郭亞菲 | 李好   | 林太太 林敏君、林坤的母親                                                                                              | 李月好                  |
| 張詠棋 | 林敏君 | 敏君、王太太 李好的長女 林薇的堂姐 王紹華的妻子 王慧儀（黃晶晶）、王（林）嘉佑的母親 劉天祥的好友 張愛琳、方寶蓮的死敵 | 林素华                  |
| 康恩赫 | 林坤   | 阿坤 李好的么子 林薇的堂弟                                                                                             | 林明坤                  |
| 馨子   | 林薇   | 林薇 李好的姪女 林敏君的堂妹、林坤的堂姐 王紹康的第一任妻子 陳玉的死敵                                                 | 林素兰                  |
| 李宗翰 | 王紹華 | 林敏君的丈夫，詳見王家                                                                                                 | 王志龙                  |
| 張亮   | 王紹康 | 林薇的前夫，詳見王家                                                                                                   | 王志成                  |

### 陳家
| 演员   | 角色   | 背景/昵称                          | 《長男的媳婦》 对应角色 |
| 李世平 | 陳萬利 | 萬利、陳伯伯 陳玉的父親            | 周武郎                  |
| 李琳   | 陳玉   | 陳玉 王紹康的第二任妻子 林薇的死敵 | 周秀玉                  |
| 張亮   | 王紹康 | 陳玉的丈夫，詳見王家               | 王志成                  |

### 劉家
| 演员                | 角色   | 背景/昵称                                                         | 《長男的媳婦》 对应角色 |
| 李進榮              | 劉天祥 | 天祥 劉萱的父親、王（林）嘉佑的養父 林敏君的好友                  | 林文辉                  |
| 劉芸杉 童年：袁雪兒 | 劉萱   | 萱萱 劉天祥的獨生女 宋丁丁的女友 曾經喜歡王（林）嘉佑，葉靈的死敵 | 林雅芬                  |

### 其他演員
| 演员                | 角色   | 背景/昵称                                                        | 《長男的媳婦》 对应角色 |
| -                   | 張愛琳 | 愛琳 王紹华的第一任妻子 王英傑的母親 林敏君的死敵                | -/洪雲霞                |
| 張寶雯              | 方寶琳 | 寶琳 琳 王（黃）崇明的妻子 林敏君的死敵                          | 张宝莲                  |
| 唐藝昕 童年：徐鈺涵 | 葉靈   | 葉靈 王紹華的乾女 王嘉佑的女友 謝鋒的好友 喜歡王嘉佑，劉萱的死敵 | 刘淑惠                  |
| 丁匯宇 童年：符濤   | 宋丁丁 | 丁丁 劉萱的男友 王嘉佑的死黨 王英傑的死敵                        | 阿宝                    |
| 謝鋒                | 謝鋒   | 謝鋒 王英傑、葉靈的好友                                          |                         |
| 葉珺                | 高媛   | 高媛 王慧儀（黃晶晶）的好友 喜歡王英傑                           | 李秋娟                  |

## 主題曲[3]
| 曲別   | 歌名       | 演唱者        | 作詞   | 作曲   |
| 片頭曲 | 爱无悔     | 贾卿卿        | 林劲松 | 徐嘉良 |
| 片尾曲 | 爱的迷雾   | 邬拉 / 贾卿卿 | 李岩修 | 徐嘉良 |
| 插曲   | 一万种可能 | 贾卿卿        | 林劲松 | 徐嘉良 |
| 插曲   | 相信爱情   | 贾卿卿        | 李岩修 | 徐嘉良 |
| 插曲   | 说你爱我   | 王羚柔        | 李岩修 | 徐嘉良 |
| 插曲   | 爱情的那边 | 刘依纯        | 李岩修 | 徐嘉良 |

## 收視率
(由csm数据参考而来，收视率包括全天收视指数和市场(收视)份额参数)
| 平台     | 平均收视率 | 平均市場份額 | 全年排名 |
| 湖南衛視 | 2.119      | 5.55         | 1        |

## 相關聯結
- 《百万新娘之爱无悔》湖南衛視專題 （页面存档备份，存于）
- 《百万新娘之爱无悔》观剧报告 网易娱乐 （页面存档备份，存于）

## 节目变迁
| 中国 湖南衛視 金鷹獨播劇場 周日至週四19:30-22:00三集 週五、週六19:30-20:10一集 | 中国 湖南衛視 金鷹獨播劇場 周日至週四19:30-22:00三集 週五、週六19:30-20:10一集 | 中国 湖南衛視 金鷹獨播劇場 周日至週四19:30-22:00三集 週五、週六19:30-20:10一集 |
| ------------------------------------------------------------------------------ | ------------------------------------------------------------------------------ | ------------------------------------------------------------------------------ |
|                                                                                | 百萬新娘之愛無悔 （2013年3月17日－4月13日）                                    |                                                                                |
| 賢妻 （2013年3月3日－3月17日）                                                 | 那金花和她的女婿 （2013年4月16日－5月4日）                                     |                                                                                |